# Orial Kolaj
Orial Kolaj (Alessio, 23 agosto 1983) è un pugile albanese naturalizzato italiano, campione italiano e della Comunità Europea nella categoria dei pesi mediomassimi.
Vive a Roma lavora e si allena a Roma presso la palestra Fiermonte boxe, durante le competizioni sposta il suo allenamento a Civitavecchia sotto la guida dell'allenatore Mario Massai.
Kolaj vanta un ottimo trascorso da pugile dilettante presso la palestra varesina Panthers Lauri. Nel 2007 vince il torneo Guanto D'Oro e passa al professionismo dove inizialmente è chiamato sempre all’estero che non è stato facile per lui con i giudici di casa a senso unico portando a casa le sue prime sconfitte,ma lui non molla si fa le ossa e tanta esperienza e crede nelle sue doti e vince a Livorno contro Cichello pugile più esperto e N 1 nella classifica Italiana e già campione Italiano e della Comunità Europea . Poi nell'estate del 2011 la svolta della carriera, Kolaj entra nella scuderia di Mario Massai e dei fratelli Branco a Civitavecchia , all'epoca unico pugile non italiano della squadra. Iniziano le vittorie: Kolaj vince per KO contro Moretti, poi ancora per KO contro Nikolic.
Nel 2012, Kolaj ottiene la cittadinanza italiana ed è designato sfidante al titolo italiano dei mediomassimi, contro il campione in carica Danilo D'Agata. Kolaj vince il match ai punti e diventa campione italiano della categoria.
Entrato in competizione per la cintura della Comunità Europea, Kolaj sfida e vince a Roma contro Dario Cichello conquistando il titolo di campione della Comunità Europea che difende contro Thomas Adamek, contro il quale Kolaj vince per KO.
Nel 2018 è disegnato sfidante ufficiale della comunità Europea contro lo Spagnolo Chadloui in un incontro di altri tempi a volte molto crudele ma ad avere la meglio e Kolaj.Che a sua volta e sfidante ufficiale per il Titolo Europeo contro il campione Tedesco Domenik Bodel ma purtroppo nel giugno 2021 a causa di un incidente stradale ha dovuto rinunciare alla sua sfida.
Incontri Titolati:
TITOLO ITALIANO PESI MEDIO MASSIMI - ROMA 24/02/2012;
TITOLO UNIONE EUROPEA - GUIDONIA 01/06/2012;
DIFESA TITOLO UNIONE EUROPEA - ROMA 19/10/2012;
TITOLO ITALIANO - CATTOLICA 05/06/2015;
TITOLO UNIONE EUROPEA - ROMA 16/2/2018.
Problemi Giudiziari
Nel 2013 è arrestato con l'accusa di essere un picchiatore del clan Guarnera-Iovine di Acilia ( Rm )